# تارا مورغان
تارا مورغان ولدت سنة 16 ماي 1989 هي لاعبة كرة قدم أسترالية لعبت آخر مرة مع كولينجوود في دوري كرة القدم الأمريكية للسيدات